# La forza bruta
La forza bruta è un film del 1941 diretto da Carlo Ludovico Bragaglia.

## Trama
Un atleta che si esibisce sulle pubbliche piazze salva un giorno dai soprusi di un impresario manesco una ragazza. Poco dopo essi vengono scritturati da un circo equestre dove la ragazza, per l'interessamento dell'acrobata, si afferma in breve nelle simpatie del pubblico. Tra i due giovani nasce un tenero amore.  Ma un'altra donna, appartenente al circo, la trapezista Diana, comincia a corteggiare il giovane che non rimane indifferente. L'acrobata una sera, durante un esercizio, cade e si riduce in condizioni che gli impediscono di esercitare la sua professione. È allora che la fanciulla da lui respinta gli offre di condividere anche in tali condizioni l'esistenza che li attende.

## Distribuzione
Il film venne distribuito nelle sale cinematografiche italiane il 22 gennaio del 1941.

## Critica
- "Non è la prima volta che Bragaglia tenta il film di ambiente circense, lasciata ogni velleità artistica egli ora si lascia trasportare dall'ingranaggio di una produzione che non cerca in lui se non il mestiere. Siccome il mestiere c'è, il film è consigliabile e si fa seguire volentieri per tutto il suo svolgimento.." Giuseppe Isani, nelle pagine del periodico Cinema